# Дьюї-Роуз (Джорджія)
Дьюї-Роуз (англ. Dewy Rose) — переписна місцевість (CDP) в США, в окрузі Елберт штату Джорджія. Населення — 161 особа (2020).

## Географія
Дьюї-Роуз розташоване за координатами 34°10′4″ пн. ш. 82°56′21″ зх. д. / 34.16778° пн. ш. 82.93917° зх. д. (34.167744, -82.939283).  За даними Бюро перепису населення США в 2010 році переписна місцевість мала площу 4,34 км², з яких 4,32 км² — суходіл та 0,02 км² — водойми.

## Демографія
Згідно з переписом 2010 року, у переписній місцевості мешкали 154 особи в 61 домогосподарстві у складі 44 родин. Густота населення становила 35 осіб/км².  Було 72 помешкання (17/км²).
Расовий склад населення:
| - 69,5 % — білих - 27,3 % — чорних або афроамериканців - 3,2 % — азіатів |

До двох чи більше рас належало 0,0 %. Частка іспаномовних становила 1,3 % від усіх жителів.
За віковим діапазоном населення розподілялося таким чином: 28,6 % — особи молодші 18 років, 54,5 % — особи у віці 18—64 років, 16,9 % — особи у віці 65 років та старші. Медіана віку мешканця становила 33,8 року. На 100 осіб жіночої статі у переписній місцевості припадало 97,4 чоловіків;  на 100 жінок у віці від 18 років та старших — 96,4 чоловіків також старших 18 років.
Цивільне працевлаштоване населення становило 65 осіб. Основні галузі зайнятості: транспорт — 43,1 %, будівництво — 30,8 %, мистецтво, розваги та відпочинок — 26,2 %.